# Bernat Güell
Bernat Güell (Girona, 1378? - Girona, 1430) fou un jurista català, que exercí d'advocat i jutge ordinari a la ciutat de Girona durant el segle xv.
Es va llicenciar en dret econòmic, i va col·laborar amb Tomàs de Mieres en la creació el 1430 de l'aplec dels usos i costums de Girona i diòcesi.